# Альказар (театр-варьете)
«Альказа́р» — первый театр-варьете в Москве, существовавший в 1910—1917 годах. Располагался на Садово-Триумфальной площади, в доме купца А. Гладышева, в 1910 году взятом в аренду и переоборудованном под театральный зал. История здания послереволюционных лет связана с различными зрелищными учреждениями советской эпохи — Малым театром, Первой студией МХТ, Театром сатиры, Театром эстрады, театром «Современник». Здание снесено в 1974 году.

## Дореволюционные годы
Театр-варьете «Альказар» открылся в 1910 году, во взятом в аренду помещении в трёхэтажном кирпичном доме купца А. Гладышева (по др. свед. Гладищева), построенном в 1860-х годах в Москве на Садовой, 1/29, в западной части Садово-Триумфальной площади, напротив Цирка Никитиных. Здание было переоборудовано под театральный зал. 
Программа заведения состояла из выступлений преимущественно российских артистов — в варьете выступали танцевальный квартет Борри, дуэт братьев-танцоров Орлики, куплетист Сергей Сокольский, «франко-русские дуэттисты» Михаил Савояров и Aриадна Горькая (Савоярова), а также так называемые «артисты оригинальных жанров» и др. При варьете находился пользовавшийся популярностью у состоятельных горожан одноимённый ресторан с «превосходной кухней до четырёх часов утра», «кабинетами» и буфетом, где подавались «вина лучших марок».
Театр-варьете существовал до 1917 года. В первой половине октября 1917 года «Альказар» был закрыт наряду с некоторыми другими ресторанами, кафе, чайными, трактирами. После революции 1917 года здание некоторое время пустовало.

## Здание в советские годы
1 октября 1918 года в здании театра прошёл спектакль «Бешеные деньги» А. Н. Островского, поставленный труппой Малого театра, оставшейся без собственного помещения — во время революции помещение Малого театра было разгромлено, а имущество расхищено. В течение той же осени по инициативе А. И. Южина «Альказар» принял ещё несколько спектаклей артистов Малого.
С ноября 1918 года помещение театра занял вновь созданный театр Пресненского района. Работу театра отметила газета «Правда»:

Пресненский районный театр (б. «Альказар») приобретает с каждым спектаклем всё более и более определенное место в театральной жизни местных рабочих кругов. Отмечаем не только отличный репертуар театра (пьесы М. Горького и др.) и превосходное исполнение (артисты Художественного театра и его студий), но и то внимание и интерес, которые проявляет районное население к своему театру.— «Правда», 28 декабря 1918
Дальнейшая послереволюционная история здания связана с вождём революции В. И. Лениным. 31 декабря 1919 года в «Альказаре» состоялся «митинг-концерт трудящихся района, посвящённый встрече Нового года», в мероприятии принимали участие В. И. Ленин, его жена Н. К. Крупская и сестра М. И. Ульянова.
С 1922 года в здании находилась Первая студия Московского художественного театра. 29 октября этого года Ленин в сопровождении тех же лиц посетил спектакль студии «Сверчок на печи», представлявший инсценировку повести Ч. Диккенса. По свидетельству Н. К. Крупской, спектакль был невысоко оценен вождём:

Уже после первого действия Ильич заскучал, стала бить по нервам мещанская сентиментальность Диккенса, а когда начался разговор старого игрушечника с его слепой дочерью, не выдержал Ильич, ушёл с середины действия.
В 1925—1927 годах в здании находился советский эстрадный театр, унаследовавший название «Альказар». Отбор номеров и формирование программ производились руководителями театра конферансье А. А. Менделевичем и пианистом Д. Я. Покрассом. В числе выступавших на сцене «Альказара» были артисты «Синей блузы», собиравшие полные залы в 1926 году. В 1927—1954 годах в здании размещался Театр сатиры, 1954—1961 годах — Театр эстрады, в 1961—1974 — Студия молодых актёров, выпускников школы-студии МХАТ под руководством О. Н. Ефремова, из которой вырос театр «Современник». В 1965 году «Современник» стал полноценным театром, отбросив приставку «студия», а в 1974-м получил другое здание и переехал на Чистопрудный бульвар.
В 1974 году здание было снесено, место, где оно находилось, заасфальтировано. При демонтаже здания театралы разбирали кирпичики на память.
В 2010—2011 годах во время раскопок в центре Москвы были обнаружены остатки варьете «Альказар» (кладка дома А. Гладышева на известковом растворе, флаконы женских духов и мужских одеколонов, бутылки из-под заграничного алкоголя, разбитая посуда, монеты начала XX века) и театра «Современник» (репертуар, пачки нереализованных билетов, гардеробный номерок и др.)